# کالرپاپ کازمتیکس
کالرپاپ کازمتیکس (انگلیسی: ColourPop Cosmetics) یک شرکت آمریکایی لوازم آرایشی مستقر در لس آنجلس، کالیفرنیا است.